# Яннюм
Яннюм (нід. Jannum) — село в нідерландській провінції Фрисландія. Входить до муніципалітету Північно-Східна Фрисландія.
Його площа становить 2,59км², а населення станом на 2021 рік складало 40 осіб.
Перша згадка про населений пункт датується 1506 роком.

## Галерея

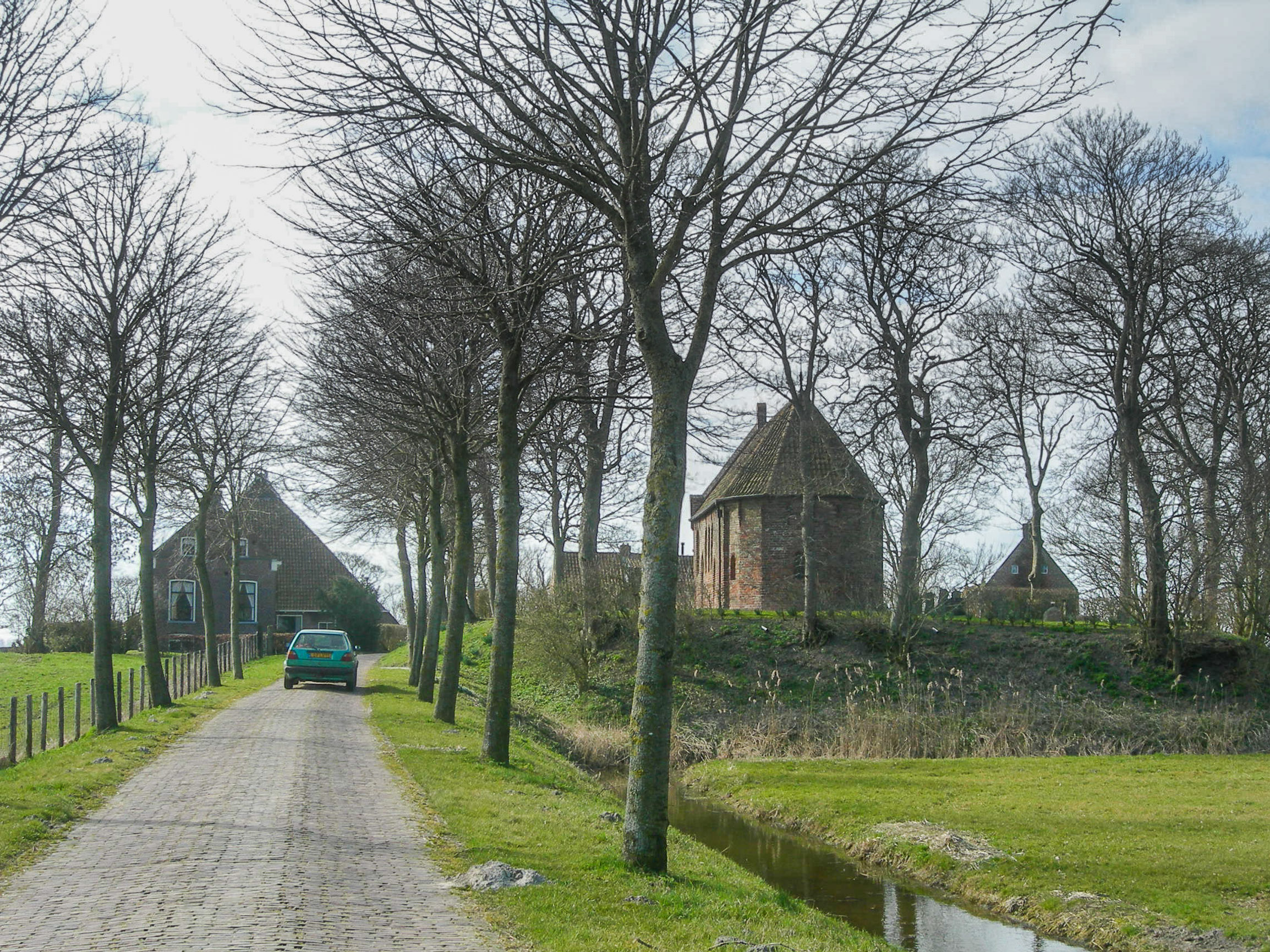
Вид на село
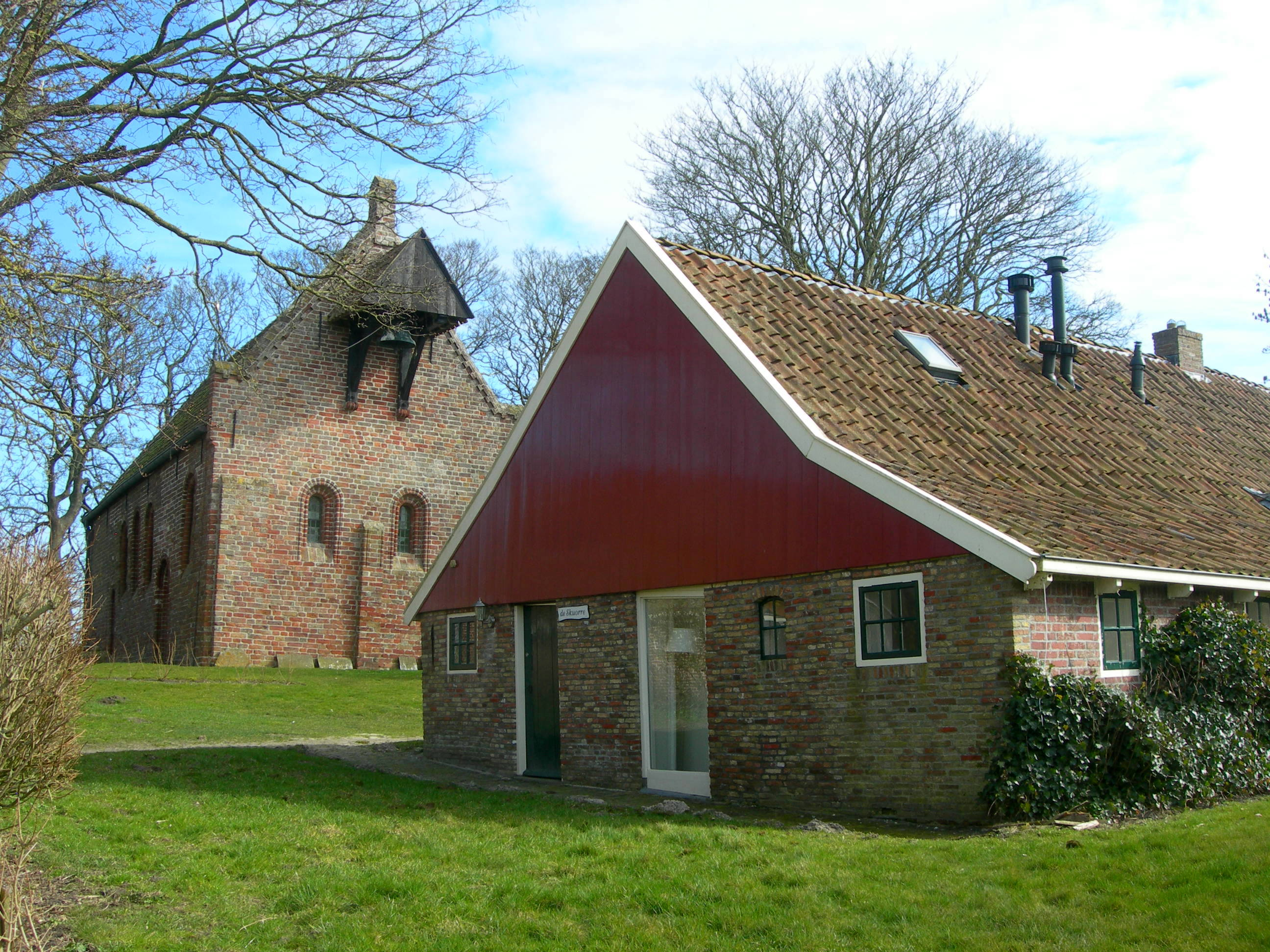
Будинок у Яннюмі
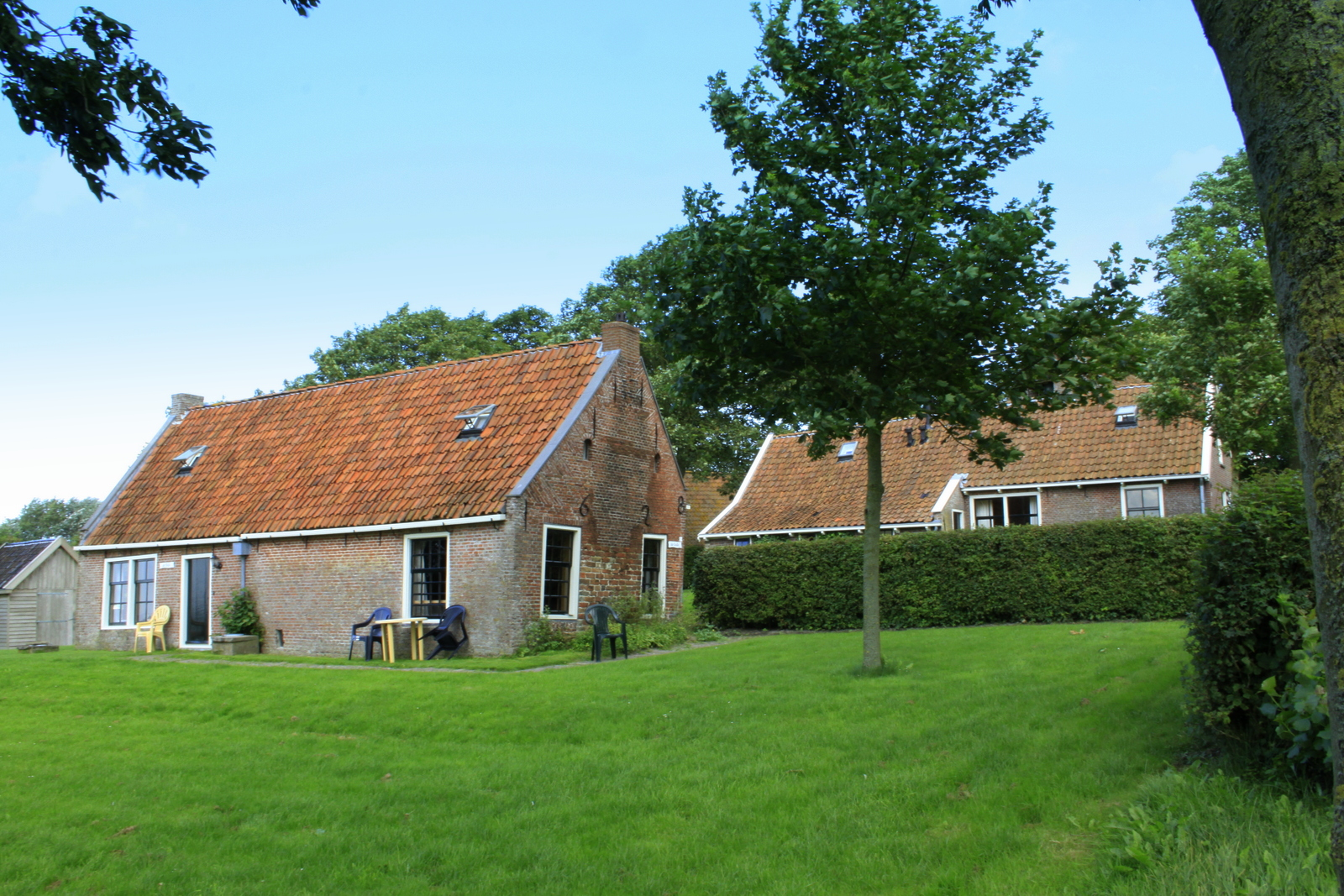
Будинок у Яннюмі